# Fulgence Rabemahafaly
Fulgence Rabemahafaly, né le 23 mai 1951 à Miarinavaratra, est un prélat catholique malgache, archevêque de Fianarantsoa.

## Biographie
Ordonné prêtre le 14 août 1980, il est nommé évêque d'Ambositra le 3 juin 1999. Le 1er octobre 2002, il devient archevêque de Fianarantsoa. 